# Fuerte de Nuestra Señora de Guadalupe

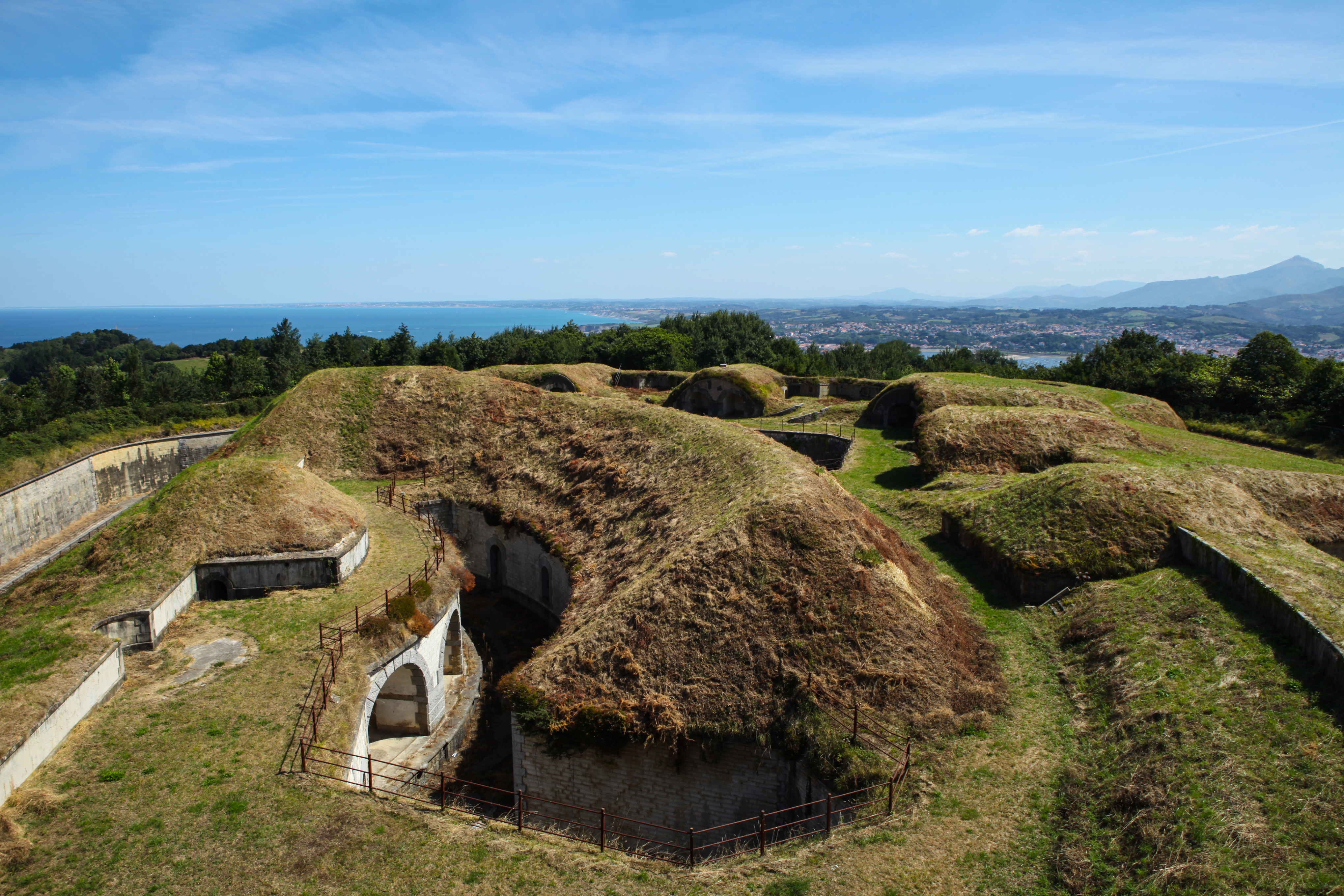
Fuerte de Nuestra Señora de Guadalupe. Obra de la derecha. En el centro se aprecia el cuartel de artillería (de planta curva) y una batería de fuegos curvos. En los extremos de la fotografía: las baterías a barbeta cortadas por los traveses.

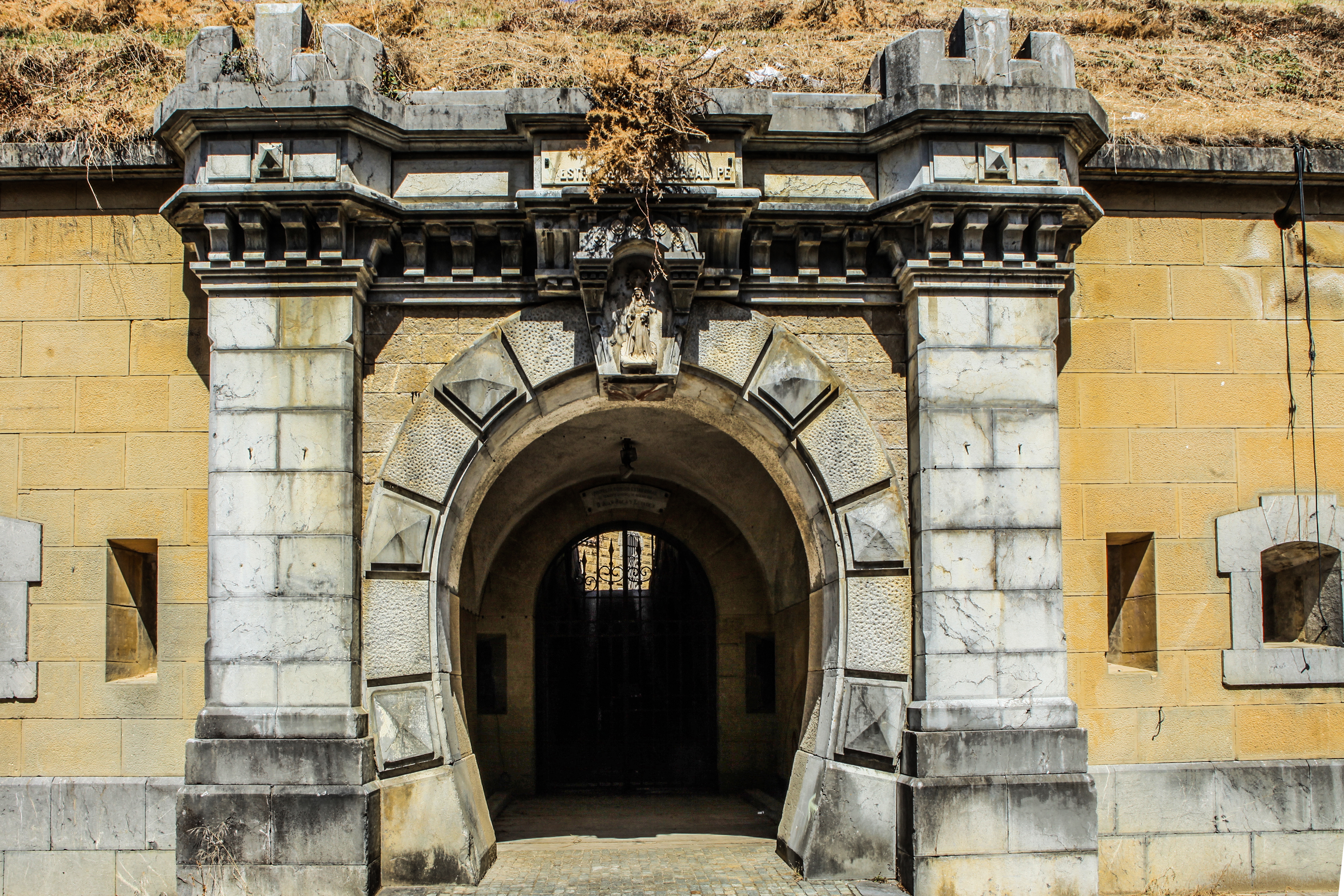
Puerta principal del fuerte de Nuestra Señora de Guadalupe. Se sitúa en la escarpa del foso que rodea la fortificación. En la clave posee una imagen de la virgen de Guadalupe, patrona de la localidad de Fuenterrabía.

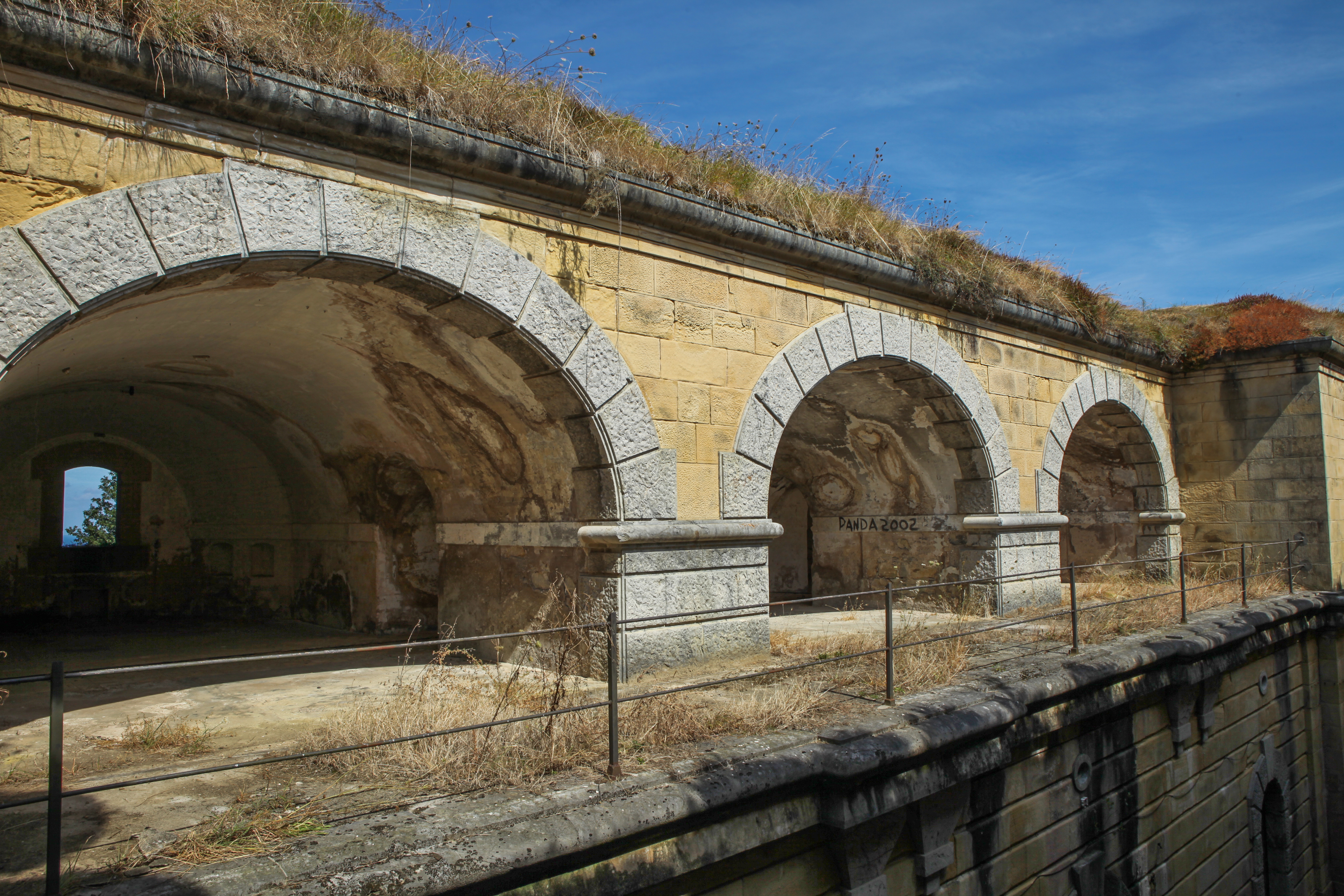
Fuerte de Nuestra Señora de Guadalupe. Batería fuegos curvos de la batería acasamatada de la Obra de la Izquierda. Estaba diseñada para tres morteros u obuses.

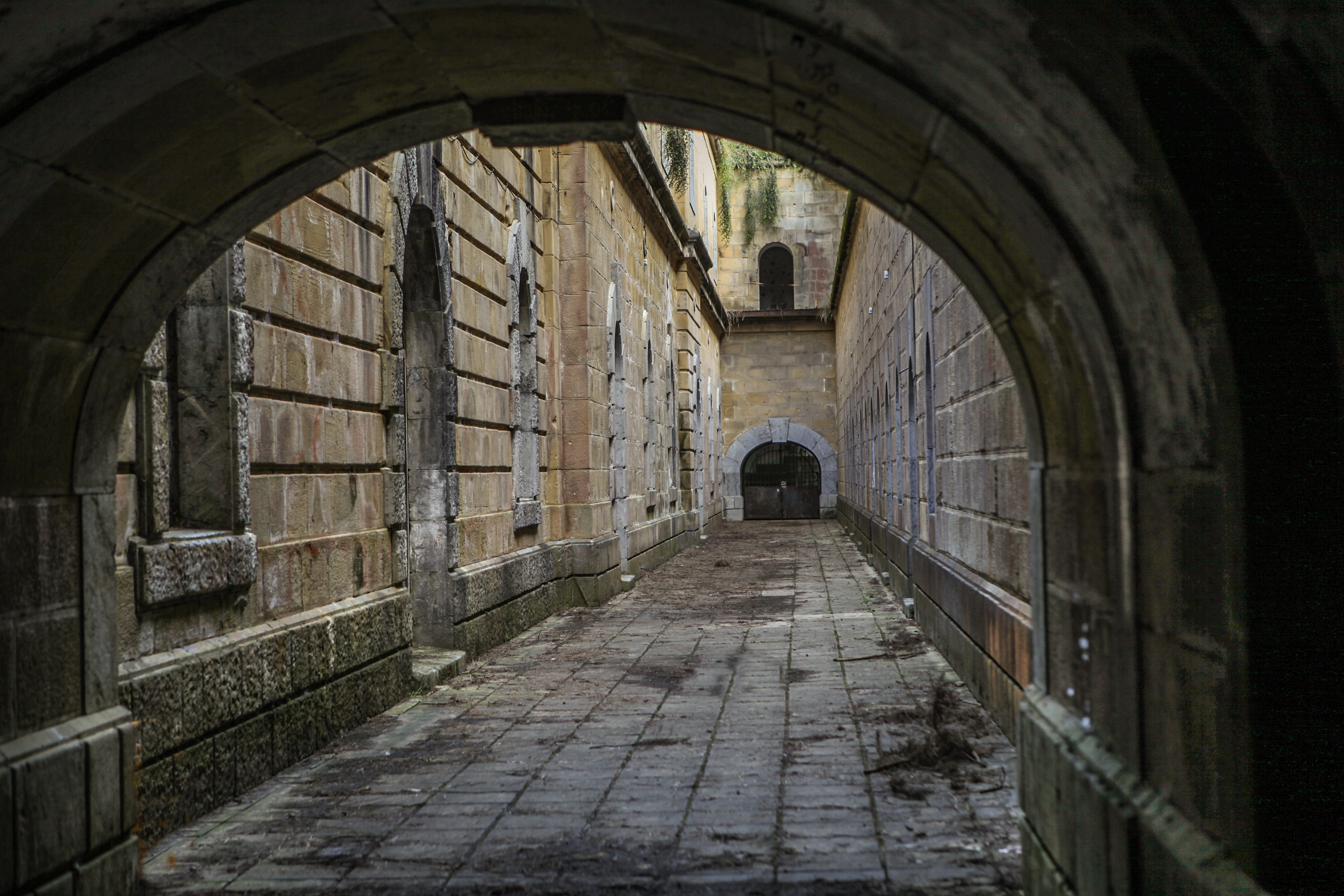
Fuerte de Guadalupe. Obra de la Izquierda. Patio de Infantería. A la izquierda se encuentra el cuartel principal del fuerte y sobre él la batería acasamatada.

El Fuerte de Nuestra Señora de Guadalupe  (también conocido como fuerte de Guadalupe) es una fortificación inaugurada en el año 1900 en el monte Jaizquíbel, término municipal de Fuenterrabía (España). Perteneció inicialmente al denominado "Campo Atrincherado de Oyarzun", defensa militar del siglo XIX para impedir invasiones de Francia. Dado que la construcción del Campo Atrincherado fue interrumpida, pasó formar parte de la denominada "Posición Barrera de Oyarzun".

## Descripción
El fuerte de Nuestra Señora de Guadalupe era el más poderoso de los ocho proyectados en el Campo Atrincherado de Oyarzun. Fue diseñado por el ingeniero militar Juan Roca Estades, sobre el anteproyecto trazado por los también ingenieros militares Antonio Rogí y Francisco Roldán. Pertenece a la tipología denominada "fuerte poligonal", caracterizado principalmente por la existencia de un foso que rodea la fortificación defendido por unos órganos específicos denominados "caponeras". Las caponeras disponen de aspilleras para fusilería y cañoneras, donde se asentaban pequeñas piezas de artillería capaces de disparar botes de metralla que lograban barrer la totalidad del foso, impidiendo, por lo tanto, el acceso del enemigo. El fuerte de Guadalupe posee un foso de 750 m de longitud que forma un polígono de ocho lados, defendido (flanqueado) por cinco caponeras, de las que tres defienden dos sectores de foso y las otras dos (semicaponeras) defienden un único sector del mismo. Además, parte de la escarpa del foso posee una galería con más de un centenar de aspilleras para fusilería.
Exteriormente al foso se dispone un camino cubierto de tres metros de anchura provisto de un parapeto con capacidad para unos 500 fusileros, encargados de impedir en primera instancia el acceso al fuerte. Desde el parapeto se dominaba el glacis, o pendiente desprovista de obstáculos formada en muchos puntos de forma artificial.
La extensión de terreno que ocupa el fuerte en el interior del polígono delimitado por el foso es de 30.000 metros cuadrados, estando el fuerte formado por tres sectores u "obras", denominadas de la Izquierda, de la Derecha y del Centro. 
La obra del Centro, la de menores dimensiones, está formada por una batería a barbeta con capacidad teórica para 8 cañones, si bien solo se construyeron cuatro explanadas. Dispone de tres traveses, bajo los que se ocultan abrigos, repuestos de munición y cocherones para guardar artillería. Bajo el través central se encuentra un depósito de distribución de munición con acceso desde un estrecho patio.
La obra de la Derecha cuenta con varios frentes dotados de dos emplazamientos circulares y baterías a barbeta con sus correspondientes traveses, bajo los que se alojan abrigos, repuestos de munición y cocherones. Dispone de dos patios. El patio oriental posee los accesos a una caponera, a una semicaponera y al depósito de distribución de munición de la Obra. El patio denominado "de artillería" presenta una batería de fuegos curvos con capacidad para cuatro piezas de artillería y el cuartel para los artilleros, con capacidad para 80 hasta 100 efectivos. Además dispone de pabellones para los oficiales. 
La obra de la Izquierda dispone de varios frentes dotados de baterías a barbeta y dos únicos traveses que conforman un emplazamiento circular similar a los de la Obra de la Derecha. Alberga también un gran edificio de tres plantas en el que la planta baja se configura como galería de escarpa para defensa del foso y cuartel, la planta intermedia como cuartel y Depósito de Distribución de Munición y la planta superior como batería acasamatada con frentes hacia el mar (norte) y hacia tierra (sur). El frente meridional cuenta a su vez con una batería de fuegos curvos con capacidad para tres piezas y una batería para cañones, cuya principal particularidad es la existencia de tres cañoneras-túnel destinadas a permitir el disparo a través de una máscara de tierra que protege la batería. La obra dispone de dos patios. El Patio de Armas acoge el acceso al fuerte, así como los pabellones del Gobernador del fuerte, de su ayudante y de los oficiales de infantería. El denominado Patio de Infantería es muy estrecho y, además de la fachada del edificio del cuartel, sirve de acceso a tres almacenes de víveres, a la cocina de tropa y a sus aseos y letrinas.
El fuerte en su conjunto tenía capacidad para 69 piezas de artillería y una guarnición de unos 650 soldados, aunque podía albergar hasta 1000. Quedó obsoleto prontamente por mejoras en la artillería y la aparición a principios del siglo XX de la aviación militar y de los gases de guerra. A finales del siglo XIX se interrumpió la construcción del Campo Atrincherado, quedando reconvertido el conjunto de fortificaciones ya realizadas como "Posición Barrera de Oyarzun".
Actualmente está protegido en el máximo grado posible al estar incorporado al entorno del Camino de Santiago a su paso por el País Vasco.

## Usos del Fuerte
- Fuerte propiamente dicho, artillado y con un papel en la defensa del territorio, si bien muy mermado en los últimos años de la misma, hasta la desaparición de esta función en 1960 con la retirada de las piezas de artillería y de los artilleros.
- Sede de escuelas prácticas de la Comandancia de Artillería de San Sebastián. La existencia de artillería de costa permitía la realización de disparos para la formación de los artilleros.
- "Prisión" de oficiales (1950-1969), principalmente arrestos de uno o varios meses de duración.
- Centro de detención masiva en dos momentos puntuales: en la Revolución de Asturias (1934) en la que llegó a acoger a unos 500 detenidos y entre julio/septiembre de 1936, en que fueron retenidas en el Fuerte 250 personas de filiación derechista a manos de milicianos republicanos. Hubo dieciocho fusilamientos, entre ellos un sacerdote de Fuenterrabía, Beunza, Maura y el conde de Llobregat. Tras la toma del fuerte por las tropas sublevadas fueron fusilados cinco milicianos.
- Centro de Instrucción de reclutas: durante las décadas de 1940 y 1950. Con capacidad aproximada de un batallón (600 efectivos) con sus mandos.
- La Organización Defensiva del Pirineo (Línea P) le asigna teóricamente el modesto papel de asentamiento de una ametralladora antiaérea y observatorio con una pequeña guarnición.
- En 1969 es suprimido como establecimiento militar independiente, eliminándose el cargo de comandante militar del fuerte y quedando una pequeña guarnición de custodia (entre 20 y 5 soldados) procedente del cuartel de Ventas de Irun.
- En 1986 es adquirido por el Ayuntamiento de Fuenterrabía (30.000.000 de pesetas), que tras realizar diversos trabajos de consolidación, lo abrió al público de forma restringida mediante visitas guiadas.
- En momentos puntuales (1998-2001) ha acogido escuelas-taller para formación de jóvenes.
- Actualmente la Fundación "Arma Plaza", vinculada al Ayuntamiento de Fuenterrabía, es la entidad encargada de gestionar las visitas al fuerte.